# Anton Fink (Fußballspieler)
Anton „Toni“ Fink (* 31. Juli 1987 in Dachau) ist ein deutscher Fußballspieler. Der Stürmer steht beim 1. FC 08 Birkenfeld unter Vertrag. Mit 136 Toren ist er der Rekordtorschütze der 3. Liga.

## Karriere
Fink begann mit dem Fußballspielen beim SC Maisach und wechselte von dort bereits im Alter von neun Jahren in die Jugend des TSV 1860 München. Bei den Löwen durchlief er alle Jugendmannschaften und rückte während der Saison 2005/06 in den Kader der zweiten Mannschaft auf. Unter der Leitung von Trainer Alfons Higl kam Fink in dieser, seiner ersten Saison, sieben Mal zum Einsatz. Im zweiten Jahr bei den Amateuren avancierte Fink unter der Leitung von Marco Kurz zum Stammspieler. Danach verbrachte er noch ein weiteres Jahr bei den Löwen und stand für diese somit in drei Spielzeiten auf dem Platz und absolvierte insgesamt 61 Spiele in der Regionalliga Süd, in denen er neun Tore erzielte.
Nachdem die Amateure von 1860 im Sommer 2008 die Qualifikation zur neuen 3. Fußball-Liga verpasst hatten, wechselte Fink zur benachbarten SpVgg Unterhaching. Bereits in seinem ersten Spiel für diesen Verein in der 3. Liga gegen die Amateure des SV Werder Bremen erzielte er zwei Tore. Im weiteren Saisonverlauf wurde Fink in allen Spielen eingesetzt und wurde mit 21 Toren Torschützenkönig der Saison 2008/09.
Zur Saison 2009/10 unterschrieb er beim Zweitligisten Karlsruher SC einen Dreijahresvertrag. Seinen ersten Einsatz in der 2. Bundesliga hatte er bereits am ersten Spieltag am 8. August 2009, seinen ersten Treffer für die Badener erzielte er am 10. Spieltag gegen Rot-Weiß Oberhausen. Da der Karlsruher SC in der Winterpause 2010 mit Denis Omerbegović, Andrei Cristea und Marco Terrazzino gleich drei Stürmer verpflichtet hatte, wurde Fink an den VfR Aalen ausgeliehen, um dort etwas Spielpraxis zu sammeln. Dort erzielte er in 15 Partien sechs Treffer und wurde am Saisonende Sechzehnter mit dem Aufsteiger. In der Sommerpause 2011 kehrte er zum KSC zurück.
Im Januar 2012 wechselte Fink zum Drittligisten Chemnitzer FC. Seinen bis zum 30. Juni 2013 laufenden Vertrag verlängerte er im November 2012 um weitere drei Jahre. In der Saison 2012/13 erzielte Fink 20 Tore für den CFC und wurde damit zum zweiten Mal Torschützenkönig der 3. Liga, diesmal gemeinsam mit dem Bielefelder Fabian Klos.  Am 34. Spieltag der Saison 2015/16 erzielte er sein 100. Tor in der 3. Liga.
Zur Saison 2017/18 wechselte er zurück zum in die 3. Liga abgestiegenen Karlsruher SC. Dort trug er mit acht Toren und fünf Vorlagen in 36 Spielen mit dazu bei, dass am Ende der Saison noch die Aufstiegsrelegation erreicht werden konnte, in der der KSC jedoch am FC Erzgebirge Aue scheiterte. In der folgenden Saison absolvierte er beim 2:1-Heimsieg gegen die Würzburger Kickers am 3. November 2018 sein 300. Drittligaspiel. In dieser Saison kam er in jedem Spiel zum Einsatz, bereitete zehn Treffer vor und erzielte 15 Treffer selbst. Damit trug er maßgeblich dazu bei, dass der KSC am Ende der Saison als Tabellenzweiter in die zweite Bundesliga aufsteigen konnte. Dort verlor der Bayer seinen Stammplatz im Sturm an den neu verpflichteten Philipp Hofmann, der mit 17 Ligatoren erfolgreichster Schütze des Teams war, und kam nur auf Einsätze von der Bank.
Im Anschluss an die Spielzeit verlängerte Fink sein auslaufendes Arbeitspapier nicht mehr und schloss sich im Sommer 2020 dem Südwestregionalligisten SSV Ulm 1846 an, bei dem er einen Zweijahresvertrag unterzeichnete. Mit den „Spatzen“ gewann er den WFV-Pokal 2019/20, da das Endspiel gegen die TSG Balingen – er wurde Mitte der zweiten Halbzeit für Felix Higl eingewechselt – aufgrund der COVID-19-Pandemie erst Ende August 2020 ausgetragen wurde, und qualifizierte sich somit für den DFB-Pokal 2020/21. Im Februar 2022 stellte der Verein Fink einvernehmlich bis zum Vertragsende frei.
Im Juli 2022 wurde bekannt, dass Fink zum FC Nöttingen wechselt. Am 9. Januar 2023 gab Nöttingen die vorzeitige Vertragsauflösung mit Fink und dessen Wechsel als Spielertrainer zum 1. FC 08 Birkenfeld aus der Landesliga Mittelbaden bekannt.

## Erfolge
- Torschützenkönig der 3. Liga: 2008/09 (21 Tore), 2012/13 (20 Tore)
- Topscorer der 3. Liga: 2008/09 (32 Punkte)[11]
- Aufstieg in die 2. Bundesliga: 2018/19
- Sachsenpokal-Sieger: 2014/15 und 2016/17
- Badischer-Pokal-Sieger: 2017/18 und 2018/19
- WFV-Pokal-Sieger: 2020/21